# Quetigny
Quetigny (prononcer [kə.ti.ɲi]) est une commune française appartenant à la métropole Dijon Métropole. Elle est située dans le département de la Côte-d'Or en région Bourgogne-Franche-Comté. Ses habitants sont appelés les Quetignois. Sa population est de 8 897 habitants au recensement de 2022. 

## Géographie

### Localisation
La ville de Quetigny est située à 7 km à l'est de Dijon et fait partie de sa banlieue.
Les communes limitrophes sont Varois-et-Chaignot, Chevigny-Saint-Sauveur, Couternon, Dijon et Saint-Apollinaire.

### Climat
Pour des articles plus généraux, voir Climat de la Bourgogne-Franche-Comté et Climat de la Côte-d'Or.
En 2010, le climat de la commune est de type climat océanique dégradé des plaines du Centre et du Nord, selon une étude du Centre national de la recherche scientifique s'appuyant sur une série de données couvrant la période 1971-2000. En 2020, Météo-France publie une typologie des climats de la France métropolitaine dans laquelle la commune est exposée à un climat océanique altéré et est dans la région climatique  Bourgogne, vallée de la Saône, caractérisée par un bon ensoleillement (1 900 h/an), un été chaud (18,5 °C), un air sec au printemps et en été et des vents faibles. 
Pour la période 1971-2000, la température annuelle moyenne est de 10,6 °C, avec une amplitude thermique annuelle de 17,7 °C. Le cumul annuel moyen de précipitations est de 732 mm, avec 10,9 jours de précipitations en janvier et 7,5 jours en juillet. Pour la période 1991-2020, la température moyenne annuelle observée sur la station météorologique de Météo-France la plus proche, « Dijon Toison », sur la commune de Dijon à 5 km à vol d'oiseau, est de 11,5 °C et le cumul annuel moyen de précipitations est de 771,8 mm,. Pour l'avenir, les paramètres climatiques de la commune estimés pour 2050 selon différents scénarios d'émission de gaz à effet de serre sont consultables sur un site dédié publié par Météo-France en novembre 2022.
| Mois                                  | jan.         | fév.           | mars           | avril         | mai           | juin          | jui.          | août          | sep.           | oct.          | nov.             | déc.           | année      |
| ------------------------------------- | ------------ | -------------- | -------------- | ------------- | ------------- | ------------- | ------------- | ------------- | -------------- | ------------- | ---------------- | -------------- | ---------- |
| Température minimale moyenne (°C)     | −0,4         | 0              | 2,4            | 5             | 9,1           | 12,5          | 14,4          | 14            | 10,9           | 7,5           | 3,1              | 0,4            | 6,6        |
| Température moyenne (°C)              | 2,6          | 4              | 7,6            | 10,8          | 14,8          | 18,7          | 20,7          | 20,2          | 16,5           | 12            | 6,5              | 3,3            | 11,5       |
| Température maximale moyenne (°C)     | 5,7          | 8              | 12,7           | 16,6          | 20,5          | 24,9          | 26,9          | 26,4          | 22,1           | 16,4          | 9,9              | 6,2            | 16,4       |
| Record de froid (°C) date du record   | −13 13.01.03 | −15,2 05.02.12 | −13,1 02.03.05 | −4,2 04.04.22 | −0,1 03.05.21 | 2,5 04.06.01  | 6,5 14.07.04  | 6,2 31.08.06  | 0,2 30.09.1995 | −5,5 29.10.12 | −11,2 23.11.1998 | −19,4 20.12.09 | −19,4 2009 |
| Record de chaleur (°C) date du record | 17 01.01.23  | 21 27.02.19    | 25,4 31.03.21  | 27,6 15.04.07 | 32 20.05.22   | 37,8 30.06.19 | 39,6 24.07.19 | 39,2 13.08.03 | 34,5 09.09.23  | 28,5 10.10.23 | 22 07.11.15      | 17,1 30.12.21  | 39,6 2019  |
| Précipitations (mm)                   | 60,5         | 50             | 54,8           | 59,9          | 73,2          | 63,6          | 67,8          | 58,2          | 57             | 80,8          | 77,1             | 68,9           | 771,8      |

## Urbanisme

### Typologie
Au 1er janvier 2024, Quetigny est catégorisée centre urbain intermédiaire, selon la nouvelle grille communale de densité à 7 niveaux définie par l'Insee en 2022.
Elle appartient à l'unité urbaine de Dijon, une agglomération intra-départementale dont elle est une commune de la banlieue,. Par ailleurs la commune fait partie de l'aire d'attraction de Dijon, dont elle est une commune de la couronne,. Cette aire, qui regroupe 333 communes, est catégorisée dans les aires de 200 000 à moins de 700 000 habitants,.

### Occupation des sols
L'occupation des sols de la commune, telle qu'elle ressort de la base de données européenne d’occupation biophysique des sols Corine Land Cover (CLC), est marquée par l'importance des territoires agricoles (51 % en 2018), en diminution par rapport à 1990 (56,5 %). La répartition détaillée en 2018 est la suivante : 
terres arables (51 %), zones urbanisées (28,1 %), zones industrielles ou commerciales et réseaux de communication (15 %), espaces verts artificialisés, non agricoles (5,9 %). L'évolution de l’occupation des sols de la commune et de ses infrastructures peut être observée sur les différentes représentations cartographiques du territoire : la carte de Cassini (XVIIIe siècle), la carte d'état-major (1820-1866) et les cartes ou photos aériennes de l'IGN pour la période actuelle (1950 à aujourd'hui).

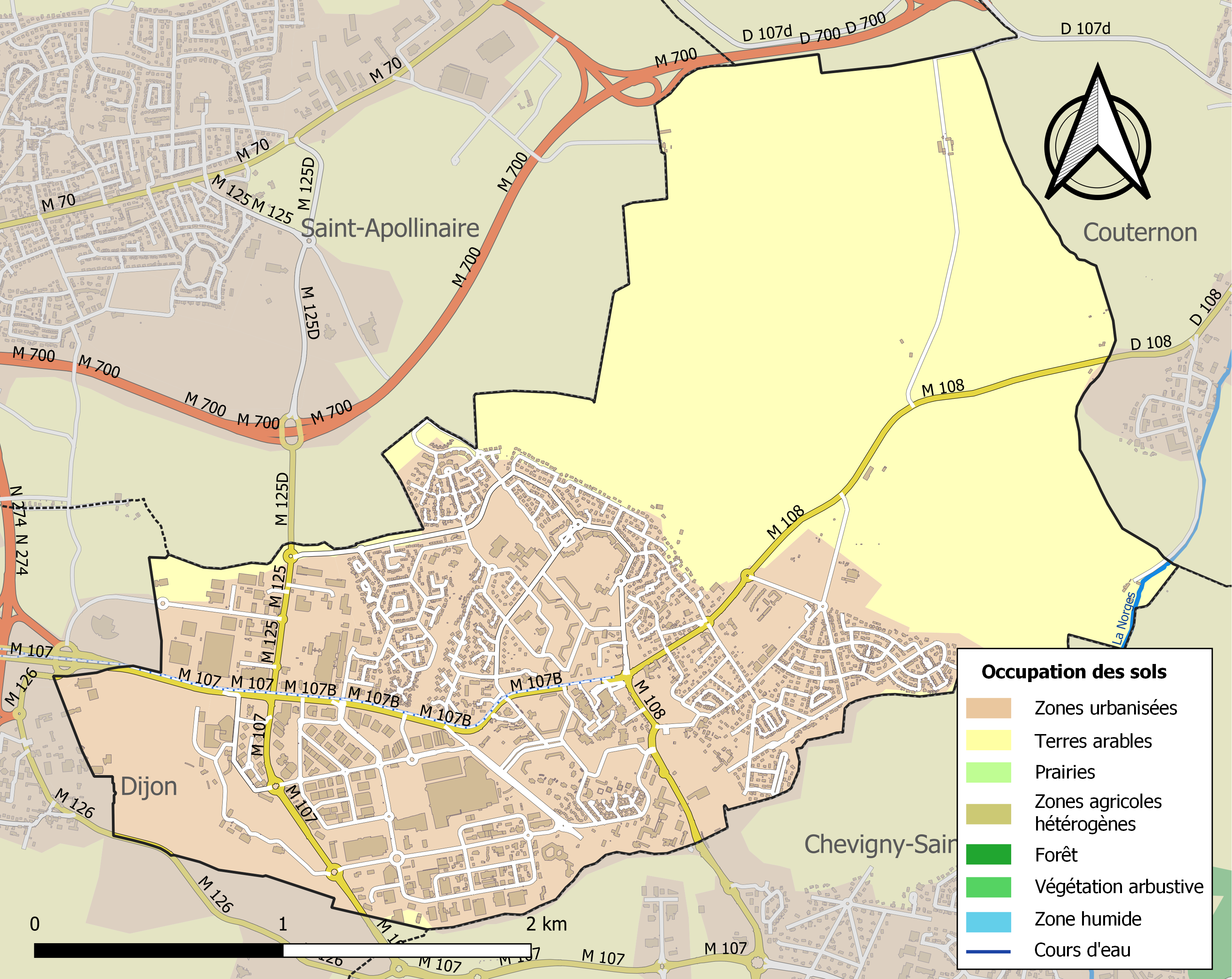
Carte des infrastructures et de l'occupation des sols de la commune en 2018 (CLC).

## Toponymie
Le nom de la localité est attesté sous les formes Sanctus Martinus de Quintiniaco (801) ; In pago Oscarense, in villa Quintiniaco (876) ; In comitatu Uscarensi, in villa Quintiniaco (886) ; In pago Divionense, seu in fine et un villa Quintiniacense (974) ; Quintiné (1163-1179) ; Quintigneacum (1171) ; Cutigniacum (1173-1190) ; Quintiniaqum (XIe siècle) ; Cuntigné, Cuntigneium (1242) ; Custigneyum ; Cuntineium (1243) ; Custigné (1269) ; Cuteygneium, Cutigné (1271) ; Cutigneyum, Cuttigneyum, Contigneyum (1275) ; Cutygneium, Cunctigneium (1279) ; Cuntigneyum (1282) ; Cunctigné, Cuteigneyum (1284) ; Cutingneyum (1285) ; Cuntingneyum, Cunctigneyum (1286) ; Guillaume de Cutigney (1317) ; Cuttigney (1327) ; Guillemin de Cutigner, escuer (1330) ; Cutigny (1429) ; Quetigney (1451) ; Quetigny (1480) ; Cutiney (1489) ; Conteygné (1491) ; Cutigney lez Dijon (1493) ; Quetigneyum (1562) ; Quintigney (1568) ; Quintigny (1576) ; Guetigny (1684).

## Histoire
Quetigny a connu une histoire assez originale dans sa conception. Elle est en effet passée du petit village de 300 habitants dans les années 1960 à la ville de près de 10 000 habitants aujourd'hui. À l'origine de cette mutation, un maire, Roger Rémond, refusant le modèle des grands ensembles imposé aux communes de périphérie urbaine à cette époque, a souhaité conserver la maitrise de son développement par l'achat de terrains grâce à une régie municipale. Dès 1968 s'ouvre le premier magasin Carrefour de la région, le cinquième en France. Les implantations des laboratoires Delalande (aujourd'hui Sanofi Aventis) et Monot suivent.
En même temps, l'ouverture d'une cité d’enseignement agricole de première importance façonne le paysage urbain avec la construction d'immeubles de logements pour les étudiants et le personnel (DATAR).
Au fil des années, par une maitrise complète d'une urbanisation équilibrée favorisant la mixité sociale, une ville à taille humaine s'est construite. L'expansion économique se lie à l'expansion de la ville. Le Grand-Marché devient la première zone commerciale de la région en flux et en chiffre d’affaires. La création de la place centrale Roger-Rémond précède celle du parc aquatique Cap Vert et du golf public. Le multiplexe cinéma de 12 salles et son parvis de restaurants et salle de loisirs succède au parc aquatique devenu obsolète avec l’arrivée de la piscine olympique de la métropole à la sortie de la ville. La ville s’est dotée d’un programme de développement durable « Agenda 21 local », respectueux de l'équilibre environnemental, social, économique et culturel.
L'arrivée du tramway en 2012 a incité la commune à modifier son cœur de ville, pour regrouper commerces de proximité, services et nouveaux logements autour du terminus.

## Politique et administration

### Découpage territorial
La commune se trouve dans l'arrondissement de Dijon du département de la Côte-d'Or.

#### Commune et intercommunalités
La commune est membre de Dijon Métropole.

#### Circonscriptions administratives
La commune est rattachée au canton de Chevigny-Saint-Sauveur.

#### Circonscriptions électorales
Pour l'élection des députés, la commune fait partie de la troisième circonscription de la Côte-d'Or.

### Élections municipales et communautaires

#### Liste des maires
| Période                                  | Période                     | Identité                 | Étiquette    | Qualité |
| ---------------------------------------- | --------------------------- | ------------------------ | ------------ | --- |
| Les données manquantes sont à compléter. |                             |                          |              | |
| juillet 1930                             | mars 1959                   | Henri Detang (1885-1977) |              | |
| mars 1959                                | janvier 1984 (démission)    | Roger Rémond             | SFIO puis PS | Agriculteur Conseiller général de Dijon-2 (1976 → 1988) Premier adjoint au maire de Chevigny-Saint-Sauveur (1950 → 1959)                                                                    |
| janvier 1984                             | 2003 (démission)            | Hervé Vouillot           | PS           | Professeur d'économie Premier adjoint au maire (1971 → 1984) Député de la Côte-d'Or (2e circ.) (1981 → 1986) Conseiller général de Dijon-2 (1988 → 2001) Vice-président de la CA dijonnaise |
| 2003                                     | 22 janvier 2016 (démission) | Michel Bachelard         | PS           | Retraité de La Poste Conseiller général de Dijon-2 (2001 → 2015) Conseiller départemental de Chevigny-Saint-Sauveur (2015 → 2021) Suppléant de la députée Claude Darciaux (2002 → 2007)     |
| 2 février 2016                           | En cours (au 6 juin 2025)   | Rémi Détang              | PS           | Fonctionnaire 3e vice-président de Dijon Métropole Réélu pour le mandat 2020-2026 |

### Jumelages
À l'initiative d'Hervé Vouillot et d'Alioune Blondin Beye, Ministre malien des Affaires Étrangères, tous deux anciens étudiants à Dijon, des liens entre Quetigny et Koulikoro sont établis pour poser les bases d'un jumelage coopératif. Quetigny engage un plan d'action solidaire et économique au bénéfice de la ville malienne de Koulikoro, qui était alors confrontée à une sécheresse chronique. Le jumelage a été rejoint par la ville allemande de Bous (Sarre),
- Koulikoro (Mali) depuis 1986
- Bous (Sarre) (Allemagne) depuis 1989

## Population et société

### Démographie
L'évolution du nombre d'habitants est connue à travers les recensements de la population effectués dans la commune depuis 1793. Pour les communes de moins de 10 000 habitants, une enquête de recensement portant sur toute la population est réalisée tous les cinq ans, les populations de référence des années intermédiaires étant quant à elles estimées par interpolation ou extrapolation. Pour la commune, le premier recensement exhaustif entrant dans le cadre du nouveau dispositif a été réalisé en 2005.

En 2022, la commune comptait 8 897 habitants, en évolution de −7,29 % par rapport à 2016 (Côte-d'Or : +0,82 %, France hors Mayotte : +2,11 %).
| 1793 | 1800 | 1806 | 1821 | 1836 | 1841 | 1846 | 1851 | 1856 |
| ---- | ---- | ---- | ---- | ---- | ---- | ---- | ---- | ---- |
| 293  | 300  | 302  | 297  | 294  | 321  | 338  | 358  | 359  |

| 1861 | 1866 | 1872 | 1876 | 1881 | 1886 | 1891 | 1896 | 1901 |
| ---- | ---- | ---- | ---- | ---- | ---- | ---- | ---- | ---- |
| 352  | 357  | 338  | 326  | 323  | 334  | 335  | 321  | 318  |

| 1906 | 1911 | 1921 | 1926 | 1931 | 1936 | 1946 | 1954 | 1962 |
| ---- | ---- | ---- | ---- | ---- | ---- | ---- | ---- | ---- |
| 319  | 347  | 281  | 283  | 309  | 306  | 322  | 326  | 481  |

| 1968  | 1975  | 1982  | 1990  | 1999  | 2005  | 2006  | 2010  | 2015  |
| ----- | ----- | ----- | ----- | ----- | ----- | ----- | ----- | ----- |
| 1 219 | 4 596 | 7 292 | 9 230 | 9 410 | 9 558 | 9 546 | 9 752 | 9 651 |

| 2020  | 2022  | - | - | - | - | - | - | - |
| ----- | ----- | - | - | - | - | - | - | - |
| 8 936 | 8 897 | - | - | - | - | - | - | - |

## Économie
La ville de Quetigny dispose d'un centre commercial (Centre Commercial Grand Quetigny) regroupant différentes enseignes (Carrefour, Texto, Yves Rocher, Sephora, Celio, Brice, Armand Thiery, MS Mode, Micromania, Intersport...) et quelques points de restaurations (La Cour pavée, Waffle Factory, Pomme de Pin, etc.). Quetigny est une ville très commerçante (Besson, Decathlon, Maison du Monde, Leroy Merlin, Top Office, Kiabi, Leader Price, U express, Lidl, Picard, Conforama, 5e Saison, Darty, Norauto...).
Quetigny dispose du plus grand cinéma de l'agglomération dijonnaise, le « Ciné Cap Vert ».

## Culture locale et patrimoine

### Lieux et monuments
- L'église Saint-Martin.
- Le château de la Motte.

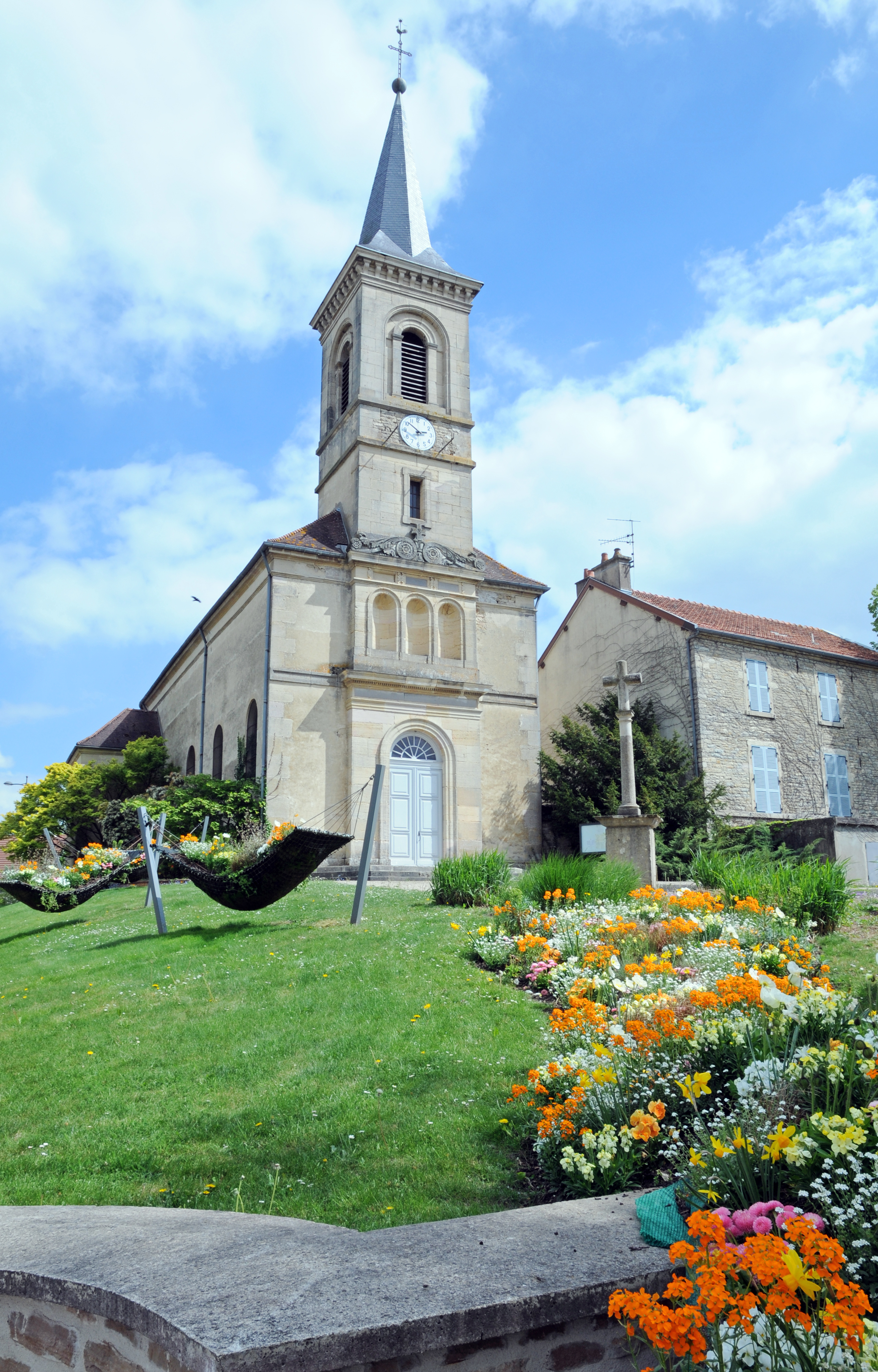
L'église Saint-Martin de Quetigny.

- Le lycée agricole, 21 boulevard Olivier-de-Serres, également centre d'examen national des oraux du CAPESA (certificat d'aptitude au professorat de l'enseignement du second degré agricole).
- Ville fleurie : Quatre fleurs.
- Association OUVERTURE RENCONTRES EVOLUTION : Cette association existant depuis 1993, aide plus de 250 jeunes à l'année, dans l'accompagnement à la scolarité.

### Héraldique
| Blason de Quetigny | Blason  | D'or chapé de gueules aux trois épis de blé de l'un en l'autre. |
| Blason de Quetigny | Détails | Le statut officiel du blason reste à déterminer.                |

## Pour approfondir

#### Bases de données, dictionnaires et encyclopédies
- Site officiel
- Ressources relatives à la géographie :   - Insee (communes)
  - Ldh/EHESS/Cassini
- Ressource relative à plusieurs domaines :   - Annuaire du service public français
- Ressource relative à la musique :   - MusicBrainz